# Східне родовище фосфоритів
Східне родовище фосфоритів — велике фосфоритове родовище в Сирії.

## Історія
Відкрите в 1960 р. в районі гірського масиву Пальмірід. Експлуатується з 1972 р.

## Характеристика
Запаси фосфоритів понад 400 млн т. Сер. вміст Р2О5 в руді 24,5 %. Продуктивний фосфоритоносний горизонт залягає в похилопадаючому крилі антиклінальної складки. Площа Східного родовища понад 20 км². Потужність пласта фосфоритів 8-12 м.

## Технологія розробки
Розробка ведеться відкритим способом з нарізанням блоків траншеями. Переробка фосфоритів включає дроблення, промивку і пневмосепарацію з подальшим кальцинованим випаленням. Концентрат містить 30-33 % Р2О5.